# Włodzimierz Press
Włodzimierz Press (ur. 13 maja 1940 we Lwowie) – polski aktor i scenarzysta. Odtwórca roli czołgisty Grigorija Saakaszwilego w serialu Czterej pancerni i pies (1966–1970). Jako aktor dubbingowy użyczył głosu postaciom z filmów animowanych i aktorskich, w tym kotu Sylwestrowi ze Zwariowanych melodii, żabie Kermitowi z Muppet Show i Juliuszowi Cezarowi.

## Życiorys

### Młodość
Urodził się w rodzinie żydowskiej we Lwowie. Jego matka, komunistka – Janina Planer, udała się do Lwowa po upadku Polski, i we Lwowie urodziła syna. Jego ojciec, Grzegorz Press, trafił do getta warszawskiego i zginął w Treblince. Podczas transportu Włodzimierz Press i jego matka zostali przez przypadek rozdzieleni; on trafił do domu dziecka, a matka spędziła kolejne dwa lata, próbując go odnaleźć. Ostatecznie matce udało połączyć się z czteroletnim wówczas synem. Przez wojenne zawirowania Włodzimierz Press i jego matka znaleźli się na Syberii, gdzie matka pracowała jako pielęgniarka. Zdobywała jedzenie i leki dla syna, który bardzo chorował. Po wojnie wrócili do Polski, mieszkali w Krakowie, a potem osiedlili się w Warszawie. Matka ponownie wyszła za mąż, urodziła córkę Lenę. Sama pracowała w Telewizji Polskiej, była redaktorką programów młodzieżowych i dziecięcych. W 1968 roku matka ze względu na pochodzenie wyjechała z Polski na fali czystek antysemickich – najpierw do Izraela, a ostatecznie osiadła we Francji.
Aktorstwem zainteresował się już w szkole podstawowej. Występował w amatorskich teatrach. W Liceum Ogólnokształcącym nr 34 na Dolnym Mokotowie jego kolegami z klasy byli Feliks Falk i Marcel Łoziński. Trafił do finału krajowego konkursu recytatorskiego, w którym zajął trzecie miejsce. W 1963 roku ukończył Państwową Wyższą Szkołę Teatralną w Warszawie.

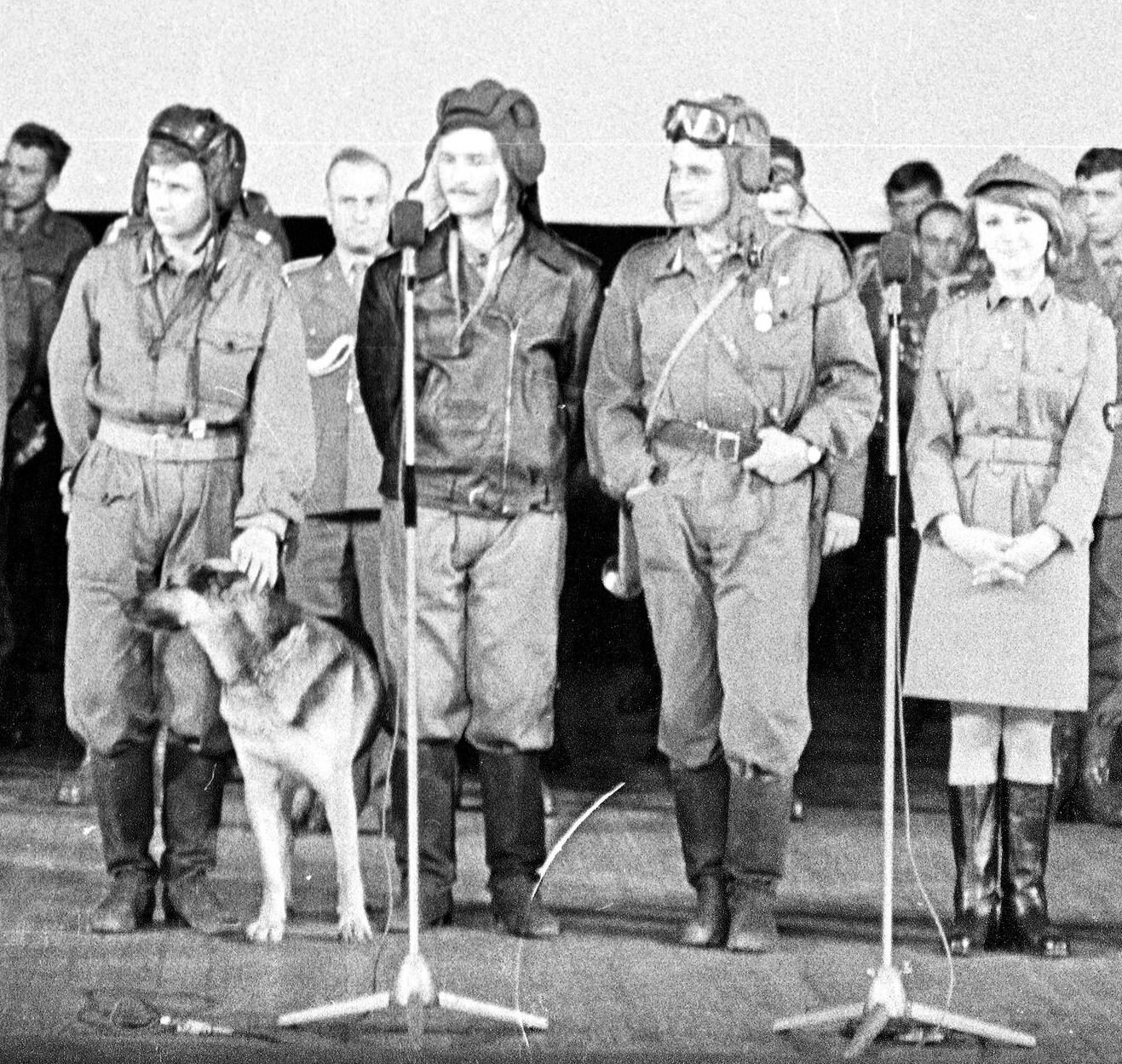
Aktorzy serialu Czterej Pancerni i pies – Włodzimierz Press drugi od lewej (1966)

### Kariera
Zaraz po ukończeniu studiów, w sezonie 1963/1964 został zaangażowany przez dyrektora Jerzego Rakowieckiego do Praskiego Teatru Ludowego w Warszawie, gdzie zadebiutował w roli agenta w przedstawieniu Przygody dobrego wojaka Szwejka Jaroslava Haška w reż. Jana Bratkowskiego z Romanem Kłosowskim. Po raz pierwszy trafił na ekran jako złodziej samochodu w czarno-białej komedii romantycznej Jerzego Stefana Stawińskiego Rozwodów nie będzie (1963) ze Zbigniewem Cybulskim. Był przesłuchiwany do roli faraona Ramzesa XIII w filmie historycznym Jerzego Kawalerowicza Faraon (1965), którą ostatecznie zagrał Jerzy Zelnik. Wkrótce Press zgłosił się na zdjęcia próbne do serialu Czterej pancerni i pies, gdzie otrzymał rolę Grigorija „Grzesia” Saakaszwilego, Gruzina, plutonowego, a potem sierżanta, kierowcę-mechanika czołgu Rudy 102. Dyrektor teatru początkowo nie chciał zwolnić go na zdjęcia, twierdząc, że nieobecność popsuje plany repertuarowe, zanim w końcu się zgodził. W 1970 roku zadebiutował jako scenarzysta filmu Na dobranoc.
Był związany z warszawskimi teatrami: Kwadrat (1974–1982), Dramatycznym (1987–1992) i Studio (1992–2006). Ponadto występował gościnnie w teatrach: Powszechnym w Warszawie, Polskim we Wrocławiu, na Woli im. Tadeusza Łomnickiego, Narodowym, Syrena, Baj i Żydowskim w Warszawie. W 2006 roku Jacek Sieradzki w tygodniku „Polityka” w swoim Subiektywnym spisie aktorów teatralnych wymienił jego kreację poczciwego proboszcza księdza Hendryka w offowej komediofarsie Bomba o polskiej prowincji autorstwa i w reż. Macieja Kowalewskiego w młodzieżowym Centrum Artystycznym M25 na Pradze. „Gra tak wyraziście, fachowo, zabawnie i celnie swój epizod, że trudno powstrzymać się od pytania, kto mu – i jego paru koleżankom i kolegom o podobnych umiejętnościach – pozwolił tyle sezonów leżeć odłogiem w teatralnej garderobie, marnując siły i talent?” – pisał Sieradzki. W 2012 roku za rolę Cunkela w sztuce Hanocha Levina Udręka życia w reżyserii Jana Englerta w Teatrze Narodowym otrzymał nagrodę Warszawskiego Feliksa w kategorii „drugoplanowa rola męska”.
Jako aktora głosowego można było go było usłyszeć między innymi w Między nami jaskiniowcami (1960–1966), w roli Juliusza Cezara w Asterixie Gallu (1967), kota Sylwestra z kreskówek z serii Zwariowane melodie i smerfa Łasucha ze Smerfów. Był też admirałem Ackbarem w Gwiezdnych wojnach.

## Życie prywatne
Swoją żonę Renatę, wówczas studentkę Akademii Sztuk Pięknych, poznał w 1966 roku na planie serialu Czterej pancerni i pies, gdzie pracowała jako pomocnica kostiumologa, Barbary Węgorek. W 1967 roku zawarli związek małżeński. Mają syna Grzegorza (ur. 1967), który został fotoreporterem, i córkę Tanię, lingwistkę.

## Filmografia
- 2025: Dziadku, wiejemy! – Maurycy
- 2022: Pod wiatr – Miron recepcjonista
- 2021: Czarna owca – dziadek Walenty
- 2017: Soyer – profesor Kopytyński
- 2015: Demon – nauczyciel Szymon Wentz
- 2002–2003: Psie serce – dyrektor opery
- 2002: Kariera Nikosia Dyzmy – Gradkowski, polityk koalicyjny
- 2001: Tryumf pana Kleksa – magister Butafor (głos)
- 2000: M jak miłość – prokurator Aleksander Szczepański, oskarżyciel Marioli Radomskiej
- 1997: Boża podszewka – szewc Szymon Szindler
- 1997: Królestwo Zielonej Polany. Powrót –
  - Giez (głos),
  - Komar (głos),
  - Osa #3 (głos),
  - Mucha #1 (głos)
- 1991: Maria Curie – asystent medium Palladino
- 1996–1998: Bajki zza okna – Pan Żuk (głos) (odc. 7-10)
- 1994: Królestwo Zielonej Polany –
  - Giez (głos),
  - Osa #1 (głos),
  - Osa #2 (głos),
  - Komar (głos)
- 1990: Europa, Europa – syn Stalina
- 1990: Korczak – Żyd na ulicy getta, uciekinier z obozu
- 1989: Kawalerki – Wojciech T.
- 1988: Królewskie sny – Olesko, błazen Jagiełły
- 1986: Białe małżeństwo (Marriage Blanc) – Polak
- 1985: Paradygmat, czyli potęga zła (Paradigma)
- 1984: 5 dni z życia emeryta – Jan Kalina, dawniej noszący nazwisko Rosen
- 1983: Narzeczona z krainy chłodu - Aleksander
- 1980: Laureat
- 1979: Bezpośrednie połączenie
- 1978: Co mi zrobisz jak mnie złapiesz – facet w kolejce przed „Emilią”
- 1978: Akwarele
- 1977: Rytm serca – Andrzej, syn Kamila
- 1976: Znaki szczególne – aktor Julek Poniński, mąż Marty (odc. 4–5)
- 1975: Bielszy niż śnieg – reporter
- 1973: Czarne chmury – mim Dionizy (odcinek 1, 4, 5, 7)
- 1967: Westerplatte – żołnierz wartowni nr 2
- 1966–1970: Czterej pancerni i pies – Grigorij Saakaszwili
- 1966: Medaliony
- 1963: Rozwodów nie będzie – złodziej samochodu

### Gościnnie
- 2008: Pitbull – patolog Henryk Paluch (odc. 28)
- 2004: Talki z resztą – ojciec Kazika
- 2004–2006: Kryminalni – antropolog
- 1997: Boża podszewka – szewc Żyd
- 1979–1981: Najdłuższa wojna nowoczesnej Europy – głos Marcina Kasprzaka
- 1976: Znaki szczególne – aktor Julek Poniński, mąż Marty

### Scenariusz
- 1970: Na dobranoc

### Polski dubbing
- 2023: ACME Aprilis – Sylwester (odc. 1, 4)
- 2023: Asteriks i Obeliks: Imperium Smoka (Astérix et Obélix: L’Empire du Milieu) – Panoramix
- 2020: Zwariowane melodie: Kreskówki – Sylwester

Filmy z serii Zwariowane melodie – Sylwester
- 2022: Wegezaury –
  - narrator,
  - Awokado
- 2022: Batman (druga wersja dubbingu) – Alfred Pennyworth
- 2020: Pettson i Findus: Kotonauta (druga wersja dubbingu) –
  - Alfred,
  - król
- 2018: Mary Poppins powraca – pan Dawse Jr.
- 2018: Rozczarowani – Sorcerio
- 2018: Zagubiona w Oz
- 2018: Ernest i Celestyna – Ernest
- 2018: Basia – dziadek
- 2017: Heidi – dziadek
- 2017: Gwiezdne wojny: Ostatni Jedi – admirał Ackbar
- 2017: Przygody Ichaboda i pana Ropuch – Angus MacBorsuk
- 2017: Star Wars: Battlefront II
- 2017: Rock Dog – Frojd
- 2017: Auta 3 – Tex
- 2017: Piraci z Karaibów: Zemsta Salazara – pirat przekazujący Sparrowowi kompas
- 2017: Prey – doktor Lorenzo Calvino
- 2017: Wszystko albo nic – burmistrz
- 2017: Zając Max ratuje Wielkanoc – pan Zasadka
- 2016: Vaiana: Skarb oceanu – wyspiarz #3
- 2016: Zakwakani – stary sługa
- 2016: Osobliwy dom pani Peregrine – Abraham Portman
- 2016: Lego Gwiezdne wojny: Przebudzenie Mocy –
  - Gial Ackbar,
  - Żołnierze Ruchu Oporu
- 2016: Dzień Niepodległości: Odrodzenie – Julius Levinson
- 2016: Soy Luna – Roberto
- 2016: Ratchet & Clank – pan Micron
- 2016: Ratchet i Clank – pan Micron
- 2016: Doradcy króla Hydropsa – król Hydrops
- 2015: Gwiezdne wojny: Przebudzenie Mocy – Gial Ackbar
- 2015: Doraemon: Zielona planeta
- 2015: Doraemon: Ludzie wiatru
- 2015: Trojaczki – dziadek
- 2015: Fantastyczna Czwórka – pan Kenny
- 2015: Mały Książę – pilot
- 2015: Wiedźmin 3: Dziki Gon –
  - Guślarz,
  - Kapłan Wiecznego Ognia w Velen
- 2015: Mini ninja – mistrz ninja
- 2015: Kopciuszek – Grzegorz
- 2015: The Order: 1886 – lord Darwin
- 2015: Dying Light – Zere
- 2014: S.A.W. Szkolna Agencja Wywiadowcza –
  - profesor Quakermass (odc. 39),
  - Harry Fulson (odc. 54),
  - Carruthers (odc. 65),
  - Dr Steinberg (odc. 75)
- 2014: Kroniki Xiaolin – mistrz Fung
- 2014: Kapitan Ameryka: Zimowy żołnierz – strażnik
- 2014: Czarnoksiężnik z Oz: Powrót Dorotki
- 2014: Diablo III: Reaper of Souls – Rakkis
- 2014: Tajemnicze Złote Miasta
- 2013–2014: Sam i Cat
- 2013: Babar i przygody Badou – Korneliusz
- 2013: Dofus: Skarby Keruba – Kerub Krepin
- 2013: Jeździec znikąd – maszynista
- 2013: Tedi i poszukiwacze zaginionego miasta – profesor Lavrof
- 2013: The Elder Scrolls V: Skyrim – Dawnguard – Dexion Evicus
- 2013: Odlotowe agentki – dr Gray (odc. 148)
- 2013: Kot Billy –
  - Grosmeyer (odc. 4, 7),
  - pracownik straży przybrzeżnej (odc. 8)
- 2012: Sylwester i Tweety na tropie (nowy dubbing) – Sylwester
- 2012: Przygody Sary Jane (nowy dubbing) – jeden z Shansheethów (odc. 40-41)
- 2012: Roman barbarzyńca – narrator
- 2012: SuperSprytek i Sprytusie
- 2012: Tess kontra chłopaki – nauczyciel historii
- 2012: Tempo Express –
  - Jaysuch (odc. 7),
  - Gilbert (odc. 9),
  - jeden z kupców (odc. 10),
  - Benjamin Franklin (odc. 11),
  - kapłan Zeusa (odc. 14),
  - profesor Mifune (odc. 18),
  - Conan Doyle (odc. 20)
- 2012: Avengers – stary Niemiec
- 2012: Księga dżungli – Baloo
- 2012: Risen 2: Dark Waters
- 2012: Iron Man: Armored Adventures – profesor Zimmer
- 2012: Arcania: Upadek Setarrif – Magor
- 2011–2013: The Looney Tunes Show – Sylwester
- 2011: Scooby Doo i Brygada Detektywów – doktor Portio
- 2011: Tara Duncan – lord Minster
- 2011: Merida Waleczna (zwiastun)
- 2011: Niebieski słoń
- 2010: Dom baśni – Adrian
- 2010: Mikołaj – chłopiec, który został świętym – biskup
- 2010: Królik Bugs: Zakręcona opowieść wigilijna – Sylwester
- 2010: Harry Potter i Insygnia Śmierci cz.1 – Peter Pettigrew
- 2010: Ciekawski George – narrator
- 2010: Geronimo Stilton – profesor Hier Oglif
- 2009: Renifer Niko ratuje święta – stary renifer
- 2009: Kitka i Pompon – Pompon
- 2009: Stacyjkowo – stary Pit
- 2007–2008: Animalia
- 2007: Król Maciuś Pierwszy – Erazm
- 2007: Scooby Doo i śnieżny stwór – lama
- 2007: Tom i Jerry: Dziadek do orzechów
- 2007: Zawiadowca Ernie – pan Torowy
- 2007: Tropiciele zagadek
- 2007: Sushi Pack
- 2006: Kudłaty i Scooby Doo na tropie – wuj Albert Kudłoford
- 2006: Powiedz to z Noddym
- 2006: Monster Warriors – Klaus
- 2006: Codzienne przypadki wesołej gromadki
- 2006: Auta – Tex
- 2005: Ben 10 –
  - Prezydent (odc. 36),
  - Doktor Shueman (odc. 37)
- 2005: Harry Potter i Czara Ognia – Peter Pettigrew
- 2005: Scooby Doo na tropie Mumii – Armin Granger
- 2005: Charlie i fabryka czekolady – dziadek Joe
- 2005: Noddy i Przygoda na wyspie – Gobbo
- 2005: Oliver Twist – pan Sowerberry
- 2005: Nowe szaty króla 2 – Rudy
- 2004–2008: Batman – Bagley (odc. 10)
- 2004: Lilli czarodziejka – profesor Molword (odc. 6)
- 2004: W 80 dni dookoła świata
- 2004: Lemony Snicket: Seria niefortunnych zdarzeń – Pan Poe
- 2004: Harry Potter i więzień Azkabanu – Peter Pettigrew
- 2003–2009: Rączusie – dziadek
- 2003: Małgosia i buciki
- 2003: Sindbad: Legenda siedmiu mórz – Dymas
- 2003: Liga najgłupszych dżentelmenów
- 2003: Xiaolin – pojedynek mistrzów – mistrz Fung
- 2003: Bionicle: Maska światła – Turaga Onewa
- 2003: Looney Tunes znowu w akcji – kot Sylwester
- 2003: Legenda Nezha – Mistrz Thaiyi (odc. 16, 28)
- 2002–2007: Kim Kolwiek – profesor Akari
- 2002–2005: Co nowego u Scooby’ego?
- 2002–2004: Bajki świata
- 2002: Król Maciuś Pierwszy – Ernest
- 2002: Tristan i Izolda – Rivalen
- 2001–2004: Liga Sprawiedliwych
- 2002: Cyberłowcy
- 2001: Tryumf pana Kleksa
- 2001: Odjazdowe zoo
- 2001: Rodzina Rabatków – dziadek Teoś
- 2001: Andzia
- 2001: Noddy (Make Way for Noddy) – Gobbo
- 2000: Łatek
- 2000: Marcelino, chleb i wino – jeden z zakonników
- 2000: The Longest Journey: Najdłuższa podróż – Gordon Halloway
- 2000: Filmy z serii Bajki rosyjskie (Szara szyjka, Lew i zając, Jak lisica budowała kurnik, Żółty bocian, Czarodziejski skarb, Gdy na choinkach zapalają się ognie, Brudasy, strzeżcie się!, Jeleń i wilk, Bracia Lu, Królewna żabka, Skarb jeżyka, Złota antylopa, Wyrwidąb, Wszystkie drogi prowadzą do bajki, W leśnej gęstwinie, Sarmiko, Niedźwiedź Dreptak i jego wnuczek, Serce śmiałka, Farbowany lis, Obcy głos, Koncert Zosi, Opowieść z tajgi)
- 1999–2006: Bob Budowniczy – pan Ogórek
- 1999–2003: Nieustraszeni ratownicy
- 1999: Nieustraszeni ratownicy
- 1999: Pettson i Findus – Alfred
- 1999: Eugenio
- 1999: Muppety z kosmosu – Kermit
- 1999: Asterix i Obelix kontra Cezar – Gadulix
- 1998–1999: Tajne akta Psiej Agencji – Ernest Hejże Hej (odc. 4a)
- 1998: Walter Melon – asystent Waltera, Bilon
- 1998: Papirus – Ratofer
- 1998: Michaił Barysznikow przedstawia Opowieści z dzieciństwa (nowy dubbing) –
  - dziadek narrator,
  - narrator
- 1998: Srebrny Serfer – mistrz z Zenla
- 1998: Gargantua – Lucybus, alchemik Żółcika
- 1998: Teknoman – Random
- 1997: Byli sobie odkrywcy – mistrz (dubbing TVP)
- 1997: Star Trek: Voyager – Awaryjny Hologram Medyczny
- 1997: Pożyczalscy – Strączek
- 1997: Flubber – Philip Brainard
- 1997: Ulica Sezamkowa – Kermit
- 1997–1998: Pippi – Klink
- 1997–2004: Johnny Bravo – Prezes korporacji Zammo (odc. 46c)
- 1996–2003: Laboratorium Dextera
- 1996–1998: Kacper (druga wersja dubbingu)
- 1996: Kosmiczny mecz – Sylwester
- 1996: O czym szumią wierzby – maszynista
- 1995: Balto – Borys
- 1995–1998: Strażnicy Dobrej Nowiny
- 1995–2002: Sylwester i Tweety na tropie – kot Sylwester
- 1995–2001: Star Trek: Voyager – Awaryjny Hologram Medyczny
- 1994–1995: Myszka Miki i przyjaciele
- 1994: Prowincjonalne życie – Pettinger
- 1994: Patrol Jin Jina
- 1994: Woodruff and the Schnibble of Azimuth (gra komputerowa) – Woodruff
- 1994: Strażnik pierwszej damy
- 1994: Siostro, moja siostro
- 1994: Młoda Pocahontas
- 1993–1994: Hello Kitty – tata Lacey (odc. 5a)
- 1993: Huckleberry Finn
- 1993: Wesoły świat Richarda Scarry’ego – pan Naprawa
- 1993–1995: Legendy Wyspy Skarbów – kapitan Smollett
- 1993: Podróż do serca świata – kapitan Dusche
- 1993: Opowieść o dinozaurach – profesor Zaślep
- 1992: Nowe podróże Guliwera – król
- 1992: W 80 marzeń dookoła świata
- 1992–1994: Mała Syrenka –
  - ośmiornica (odc. 9, 15)
  - ryba (odc. 10)
  - człowiek na pokładzie statku (odc. 10)
  - jedna z muszelek (odc. 10, 16)
  - Dafle żółw (odc. 10, 14-16)
  - Ep – krokodyl (odc. 12)
  - ośmiornica Rączka (odc. 14)
  - marynarz strzegący instrumentów pana Mozarta (odc. 16),
  - ślimaczki (odc. 18),
  - Gruda ryba (odc. 19),
  - wielka ośmiornica wskazująca drogę do Abrakodoksjii (odc. 19)
- 1992–1995: Prawdziwe przygody profesora Thompsona – Otto
- 1992-2004: Noddy
  - Gobbo,
  - pan Jumbo,
  - kolejarz,
  - Święty Mikołaj (odc. S1)
- 1992–1998: Bajki zza okna
- 1991–1992: Eerie, Indiana
- 1991–1997: Rupert – mędrzec (odc. 56)
- 1991–2004: Pełzaki (trzecia wersja dubbingu) – Louis Pickles
- 1990–1994: Przygody Animków – Sylwester
- 1990–1994: Widget
- 1990: Tajemnica zaginionej skarbonki – Kermit
- 1990: Pinokio – Geppetto
- 1989–1993: Owocowe ludki
- 1988–1991: Szczeniak zwany Scooby Doo –
  - pan Konrad,
  - pan Pieniążek,
  - ojciec Daphne (odc. 23)
- 1987–1990: Kacze opowieści (nowa wersja dubbingu) – Wilkokwak (odc. 32)
- 1987: Zaproszenie na gwiazdkę – Jim Henson
- 1987–1988: Babar – Korneliusz
- 1986–1987: Mój mały kucyk
- 1986: Amerykańska opowieść – Warren
- 1986: Asterix w Brytanii – Juliusz Cezar
- 1986: Wielki mysi detektyw – Flaversham
- 1986: Piotr Wielki
- 1985–1988: M.A.S.K. – Alex Sector (zoolog)
- 1985: 13 demonów Scooby Doo – Bogel – otyły duch, jeden z dwóch wynajmowanych do pomocy przez poszczególne demony
- 1985: Asterix kontra Cezar – Juliusz Cezar
- 1983: Dookoła świata z Willym Foggiem
- 1982: Królik Bugs: 1001 króliczych opowiastek – Sylwester
- 1982: Przygody Myszki Miki i Kaczora Donalda
- 1982: Tajemnica IZBY
- 1981–1990: Smerfy – smerf Łasuch (sezony 1,-3, częściowo 7 i 9)
- 1981: Plastusiowy pamiętnik – ołówek
- 1981: Ulisses 31 – Nono (nowa wersja dubbingu)
- 1980: Mały rycerz El Cid
- 1980: Scooby i Scrappy Doo – arabski magik
- 1977–1980: Kapitan Grotman i Aniołkolatki
- 1976–1978: Scooby Doo
- 1976: 12 Prac Asterixa – Juliusz Cezar
- 1969–1971: Dastardly i Muttley
- 1968: Asterix i Kleopatra – Juliusz Cezar
- 1967: Asterix Gall – Juliusz Cezar
- 1960–1966: Flintstonowie
- 1955: Królewna żabka – Car, dziadek, smok

### Lektor
- 2006–2022: Ciekawski George